# 新疆阜康矿难
新疆阜康矿难发生于2005年7月11日，新疆维吾尔自治区阜康市的神龙煤矿发生瓦斯爆炸。当时在井下有87名工人，其中83人死亡，4人幸存。
原设计规模为3万吨/年的神龙煤矿属于超标生产。仅2005年上半年就产煤近18万吨。而且该矿在2005年因存在多处安全隐患未获得安全许可证。
事后的调查表明，当时神龙煤矿2106工作面上，顺槽西钻探巷局部的通风机停风，造成瓦斯积聚。虽然7月8日瓦斯警报系统报警，矿主仍让工人下井工作。后来恢复送电后，钻机开关接线的电火花引爆瓦斯而造成矿难。
2006年6月27日，阜康市人民法院认定姜金鹏等6名神龙煤矿责任人员犯有重大劳动安全责任事故罪，各判处3-6年有期徒刑。其中五人不服并上诉，11月29日，昌吉回族自治州中级人民法院驳回上诉，维持原判。